# Lake Quinault Lodge
Le Lake Quinault Lodge est un hôtel américain situé à Quinault, dans le comté de Grays Harbor et la forêt nationale Olympique, sur la péninsule Olympique de l'État de Washington. Construit en 1926, il est inscrit au Registre national des lieux historiques depuis le 9 juillet 1998.